# Частина, Надежда Викторовна
Надежда Викторовна Частина (в девичестве — Колесникова; род. 19 июля 1982, Димитровград, Ульяновская область) — российская биатлонистка, победительница и призёр всемирных Универсиад, трёхкратная чемпионка мира среди юниоров, неоднократный призёр чемпионатов России. Мастер спорта России международного класса.

## Биография
Воспитанница тренера Василия Михайловича Русанова. Представляла город Димитровград, также выступала за «Центр спортивной подготовки» (Ульяновск) и Спортивный клуб Вооружённых Сил. Параллельным зачётом представляла город Омск.

### Юниорская карьера
В 2000 году принимала участие в юниорском чемпионате мира по летнему биатлону, в эстафете одержала победу, была третьей в спринте и второй — в гонке преследования.
В зимнем биатлоне, на юниорском чемпионате мира 2001 года в Ханты-Мансийске стала чемпионкой в эстафете вместе с Татьяной Моисеевой и Юлией Макаровой. На следующем чемпионате мира, в 2002 году в Валь-Риданна выиграла золотую медаль в индивидуальной гонке и бронзовую — в эстафете. На юниорском чемпионате мира 2003 года в Косцелиско стала бронзовым призёром в индивидуальной гонке и победительницей в эстафете вместе с Яной Романовой и Ульяной Денисовой.
В 2002 и 2003 годах участвовала в чемпионатах Европы среди юниоров, в 2002 году стала серебряным призёром в эстафете.

### Взрослая карьера
В сезоне 2003/04 принимала участие в Кубке IBU, лучшими результатами стали десятые места в спринте на этапах в Риднау и Обертиллиахе. В 2007 и 2008 годах участвовала в чемпионатах Европы, лучшим результатом стало 12-е место в гонке преследования в 2007 году. В Кубке мира не стартовала.
Неоднократно принимала участие во всемирных зимних Универсиадах. На Универсиаде 2007 года выиграла серебряные медали в масс-старте и бронзовые — в эстафете, а на Универсиаде 2009 года стала чемпионкой в спринте, серебряным призёром в индивидуальной гонке и бронзовым — в масс-старте.
В 2007 и 2008 годах участвовала в чемпионатах мира по летнему биатлону, лучший результат — четвёртое место в гонке преследования в 2008 году.
На национальном уровне становилась серебряным призёром чемпионатов по летнему (2003, эстафета) и зимнему биатлону (масс-старт, 2008; индивидуальная гонка, 2009). Выигрывала бронзовые медали чемпионата в 2004 году (гонка патрулей, эстафета), в 2005 году в эстафете и в 2008 году в марафоне.
Завершила спортивную карьеру в 2009 году.